# Cambio de Monterrey
Cambio de Monterrey är en ort i Mexiko.   Den ligger i kommunen Silao de la Victoria och delstaten Guanajuato, i den centrala delen av landet, 290 km nordväst om huvudstaden Mexico City. Cambio de Monterrey ligger 1 752 meter över havet och antalet invånare är 199.
Terrängen runt Cambio de Monterrey är en högslätt, och sluttar söderut. Runt Cambio de Monterrey är det tätbefolkat, med 297 invånare per kvadratkilometer. Närmaste större samhälle är Silao, 8,6 km norr om Cambio de Monterrey. Omgivningarna runt Cambio de Monterrey är en mosaik av jordbruksmark och naturlig växtlighet.